# Bunker Hill (Indiana)
Pour les articles homonymes, voir Bunker Hill.
Bunker Hill est une municipalité située dans le comté de Miami, dans l’État de l'Indiana, aux États-Unis. Lors du recensement de 2020, elle comptait 814 habitants.